# Tres hombres en un bote (película de 1956)
Three Men in a Boat (Tres hombres en un bote, en español) es una película británica, de 1956, de los géneros comedia y romántico, dirigida por Ken Annakin, protagonizada por Laurence Harvey, Jimmy Edwards, Shirley Eaton, David Tomlinson. Está basada en la novela  Tres hombres en un bote (1889) de Jerome K. Jerome.
Este largometraje (84 minutos) fue filmado en Eastmancolor y CinemaScope.
La película recibió críticas mixtas, pero fue un éxito comercial.

## Sinopsis
La película Tres hombres en un bote está ambientada en la época eduardiana. Harris, Jerome, y George, desean alejarse de todo, por lo cual deciden tomar vacaciones, paseando en bote, por el río Támesis en Oxford; llevando con ellos a su perro Montmorency. George está feliz de alejarse de su trabajo en el banco; Harris se alegra de alejarse de la señora Willis, que lo está presionando para casarse con su hija Clara; “J” está más que ansioso por tomar unas vacaciones, sin su esposa, Etherbertha. George se encuentra con tres niñas: Sophie Clutterhouse y las hermanas Bluebell y Primrose Porterhouse (Lisa Gastoni, 21 años), que también están paseando por el río; él espera volver a verlas. Los viajeros se meten en todo tipo de complicaciones: el clima, el río, el bote, la comida, el laberinto de Hampton Court, las tiendas de campaña, la lluvia, las cerraduras. Los tres amigos se encuentran con las niñas de nuevo, y cuando las cosas parecen ser interesantes para ellos, la señora Willis, su hija, y Ethelbertha se presentan; entonces, las cosas se vuelven aún más interesantes.

## Reparto
- Laurence Harvey - George
- Jimmy Edwards - Harris
- David Tomlinson - Jerome
- Shirley Eaton - Sophie Clutterbuck
- Jill Ireland - Bluebell Porterhouse
- Lisa Gastoni - Primrose Porterhouse
- Martita Hunt - señora Willis
- Joan Haythorne - señora Porterhouse
- Campbell Cotts - Ambrose Porterhouse
- Adrienne Corri - Clara Willis
- Noelle Middleton - Ethelbertha
- Charles Lloyd-Pack - señor Quilp
- Robertson Hare - fotógrafo
- A. E. Matthews – primer jugador de cricket
- Miles Malleson – segundo jugador de cricket
- Ernest Thesiger - árbitro

## Premios
Nominada a mejor guion británico en los premios BAFTA (Academia Británica de las Artes Cinematográficas y de la Televisión).

## Recepción del público
Este filme fue la 12.ª película más popular de la taquilla británica, en 1957.
Esta página fue traducida de Wikipedia en inglés.